# 佐賀南部広域農道
佐賀南部広域農道（さがなんぶこういきのうどう）は、佐賀県佐賀市を通る広域農道である。

## 概要
全線で佐賀県道48号佐賀外環状線と重複する。
佐賀県佐賀市川副町を南側に迂回する国道444号の短絡線としての性質が強く、他の農道と比べても交通量が多いため、郊外型店舗がいくつか存在する。

### 路線データ
- 起点：佐賀県佐賀市西与賀町大字高太郎（丸目交差点、国道444号交点、佐賀県道48号佐賀外環状線上）
- 終点：佐賀県佐賀市諸富町大字為重（柳の内交差点、国道444号・佐賀県道285号大詫間光法停車場線交点、佐賀県道48号佐賀外環状線上）

## 歴史
- 2011年（平成23年）3月8日 - 佐賀県告示第68号により、柳の内交差点 - 相応津交差点間が佐賀県道48号佐賀外環状線に指定されたことに伴い、全線で佐賀県道48号佐賀外環状線と重複する路線となる[1]。

## 路線状況

### 重複区間
- 佐賀県道401号佐賀環状自転車道線（佐賀市西与賀町大字高太郎・丸目交差点（起点） - 佐賀市西与賀町大字高太郎・相応津交差点）
- 佐賀県道48号佐賀外環状線（佐賀市西与賀町大字高太郎・丸目交差点 - 佐賀市諸富町大字為重・柳の内交差点（全線））

## 地理

### 通過する自治体
- 佐賀市

### 交差する道路
| 交差する道路                                                                                 | 交差する場所       | 交差する場所     |
| -------------------------------------------------------------------------------------------- | ------------------ | ---------------- |
| 国道444号 佐賀県道48号佐賀外環状線 重複区間起点 佐賀県道401号佐賀環状自転車道線 重複区間起点 | 西与賀町大字高太郎 | 丸目交差点       |
| 佐賀県道54号西与賀佐賀線 佐賀県道401号佐賀環状自転車道線 重複区間終点                        | 西与賀町大字高太郎 | 相応津交差点     |
| 佐賀県道260号東与賀佐賀線                                                                    | 東与賀町大字下古賀 | 下古賀交差点     |
| 佐賀県道49号佐賀空港線 / 旧道                                                                | 川副町大字南里     | 舟津新橋東交差点 |
| 佐賀県道49号佐賀空港線                                                                       | 川副町大字南里     | 空港大橋南交差点 |
| 佐賀県道30号佐賀川副線                                                                       | 川副町大字南里     | 立土井橋交差点   |
| 国道444号 佐賀県道48号佐賀外環状線 重複区間終点 佐賀県道285号大詫間光法停車場線              | 諸富町大字為重     | 柳の内交差点     |

### 沿線
- ナフコ南佐賀店
- スーパーモリナガ空港通り店
- ダイナム川副店